# Sörsundet
Sörsundet este o arie protejată (arie specială de conservare — SAC, sit de importanță comunitară — SCI) din Suedia întinsă pe o suprafață de 93,9 ha, integral pe uscat.

## Localizare
Centrul sitului Sörsundet este situat la coordonatele 60°53′30″N 17°13′09″E / 60.8916°N 17.2192°E.

## Înființare
Situl Sörsundet a fost declarat sit de importanță comunitară în decembrie 1998 pentru a proteja un număr necunoscut de specii din flora spontană și fauna sălbatică aflate în arealul zonei. Situl a fost protejat și ca arie specială de conservare în martie 2011.

## Biodiversitate
Situată în ecoregiunile boreală și marină baltică, aria protejată conține 7 habitate naturale: Pășuni de coastă din Baltica boreală, Estuare, Mlaștini turboase de tranziție și turbării mișcătoare, Lagune de coastă, Păduri naturale în etape succesive primare ale suprafețelor emergente de coastă, Taiga vestică, Cursuri de apă de la nivel de câmpie la nivel montan, cu vegetație Ranunculion fluitantis și Callitricho-Batrachion.
La baza desemnării sitului se află un număr nedeclarat de specii protejate.